# Matraca
|  | No s'ha de confondre amb carrau. |

Una matraca és un instrument musical de percussió. Segons el sistema de classificació d'instruments musicals de Hornbostel-Sachs es tracta d'un instrument idiòfon. És un instrument d'origen àrab sorgit de la combinació de mitraqa (martell) i táraq (colpejar). Aquest instrument consta d'una taula o una caixa de fusta amb diverses peces (martells) que se sostenen en un pont central. Quan es sacseja l'instrument els petits martells impacten contra ambdues bandes de la taula o caixa de fusta creant un soroll sec i repetit.
Aquest instrument s'emprava antigament durant la Setmana Santa en imitació del so de les campanes. S'utilitzava juntament amb el carrau i la maçola (o maça). Algunes matraques no estan formades per martells sinó per plaques que colpegen la placa central. La matraca és un instrument de construcció familiar. En diverses esglésies de Catalunya encara es conserven i s'utilitzen juntament amb les campanes com ara a Solivella, Sant Joan de les Abadesses i Castellterçol. També són utilitzades a diverses localitats del País Valencià com ara Sagunt, Torrent (Horta Oest) i l'Alboraia.
També es coneix com a maçoles, batzoles, roncador(a) i tenebres.